# 카마게돈
카마게돈(영어: Carmageddon)은 1997년 개인용 컴퓨터용으로 출시된 차량 전투 비디오 게임이다. 이 게임은 스테인리스 게임에서 제작했으며 인터플레이 엔터테인먼트에서 출시했다.

## 게임 플레이
카마게돈에서 플레이어는 도시, 광산 및 산업 지역을 포함한 다양한 환경에서 여러 다른 봇 경쟁자들과 차량을 경주한다. 보너스를 모으거나, 다른 봇 플레이어들의 자동차를 손상시키거나, 보행자를 차로 들이박으면 더 많은 시간을 얻을 수 있다.
일반 레이싱 게임처럼 코스를 완료하거나, 다른 모든 레이싱 카를 부수거나 레벨에서 모든 보행자를 죽이면 레이스가 완료된다. 이 게임에는 11개의 지역에서 플레이되는 36개의 레이스 트랙이 포함된다.

## 개발
카마게돈의 시초가 된 게임은 스테인리스 게임에서 제작한 뱅거 레이싱 시뮬레이션인 3D Destruction Derby로 시작되었다. 이것은 1995년 SCi에 의해 서명되었지만 인기를 보장하기 위해 라이센스가 있는 게임으로 만들어졌다. 처음에 SCi는 매드 맥스 라이센스를 사용하려고 했지만 프랜차이즈에 대한 권리를 소유한 사람을 찾을 수 없었다. 그들은 당시에 원래 영화의 속편이 계획된 시점에 죽음의 경주 2000 라이센스를 확보했다.
헤드 프로그래머인 패트릭 버크랜디에 따르면 초기 컨셉은 팀이 레이싱 게임을 하는 동안 지루 해져 궁극적으로 잘못된 방향으로 운전하고 다른 자동차와 충돌하는 결과를 낳았다. 그들은 이것이 처음부터 목표였던 게임을 만드는 것이 합리적이라고 판단했다. 얼마 후 시그노시스는 Destruction Derby 와 같은 개념의 게임을 출시했다.
보행자를 뛰어넘는 개념은 게임을 Deerion Derby와 구별하고 논쟁을 불러 일으키기 위해 추가되었다. 그러나 Quarantine 및 Die Hard Trilogy와 같은 보행자를 대상으로 하는 최근 게임이 많이 있었다.  SCi의 Rob Henderson은 보행자 살인에 대한 플레이어 포인트를 수여함으로써 논란의 가능성을 높일 수 있다고 제안했다.
데스 레이스 2000의 속편은 나중에 취소되었지만 이 시점까지 SCi는 자신의 지식 재산권을 만들 수 있다고 느꼈던 게임에 대한 Stainless의 작업에 깊은 인상을 받았다. Carmageddon이라는 이름이 만들어졌고, 게임 내용과 관련하여 비정상적으로 자유로운 고삐를 허용하는 디자이너와 함께 개발이 진행되었다.
이 게임은 스테인리스 소프트웨어가 이미 잘 알고있는 BRender 엔진을 사용한다. 이전 계약 중 하나는 BRender를 매킨토시로 이식하고 해당 도구와 데모를 작성하는 것이었다. 플레이스테이션 변환은 PC와 플레이스테이션 버전을 동시에 출시할 계획으로 미국 개발자 엘리트에게 하청 계약을 체결했다.

## 발매
Carmageddon은 원래 1997년에 MS-DOS, 마이크로소프트 윈도우 및 맥 OS용으로 출시되었다. 1997년에 확장팩인 Splat Pack 이 출시되었다. 새로운 트랙, 차량, 환경, 네트워크 레벨 및 3dfx 지원이 포함되었다. 1998년 2월 17일에 출시된 Carmageddon Max Pack은 원본 게임과 확장 팩을 하나의 패키지로 묶었다. 보너스로 전략 가이드, 마우스패드 및 Carmageddon 로고가 달린 가죽 자동차 열쇠 고리도 포함되어 있다.
포트는 Gizmondo 용으로 개발 중이지만 시스템의 소멸로 인해 릴리스되지 않았다. Carmageddon과 그 확장 Splat Pack은 2012년 9월 27일 GOG.com에서 최신 운영체제용으로 출시되었으며 9월 29일 ~ 30 일 주간 고속도로 405 폐쇄와 관련이 있을 것이다. 또한 2012년 10월 17일에 애플의 모바일 장치(아이팟 터치, 아이폰, 아이패드)용 게임 포트가 출시되었다. 안드로이드 기반 장치용 포트가 2013년 5월 10일에 릴리스되었다. 2019년 8월부터 영국의 iOS 앱 스토어에서 Carmageddon을 더 이상 다운로드 할 수 없다.
많은 국가들에서 게임이 검열되었다.
인간이 아닌 인물을 뛰어넘는 것이 각각의 등급 보드에 의해 더 수용 가능한 것으로 간주되었기 때문에 녹색 혈액이 있는 좀비 또는 사람 대신 검은 기름을 가진 로봇이 포함되었다. 영국에서 BBFC는 모든 혈액과 고어가 제거되지 않는 한 게임 인증을 거부했다.
10 개월 동안 항소한 후 BBFC는 원본 버전을 인증했다. 일부 국가에서는 브라질을 포함하여 게임이 완전히 금지되었다. 호주에서는 게임이 MA15 + 등급으로 완벽하게 진행되었다.